# From the Sounds Inside
From the Sounds Inside es un álbum digital de John Frusciante, lanzado exclusivamente a través de internet en 2001. El álbum podía ser descargado de manera gratuita desde su sitio web oficial e incluye material grabado durante la era To Record Only Water for Ten Days de su carrera solista, el cual en su mayor parte permanece inconcluso. Originalmente las canciones no tenían nombre, lo que ha dado lugar a que las mismas aparezcan con títulos diferentes según la fuente. El álbum fue titulado por los fanes en un concurso de 2001. El título del disco fue el resultado de una votación entre los fanes, donde ganó con el 36% de los votos. Los otros dos títulos, "2001 Internet álbum" y "Live Above Hell" recibieron el 35% y 29% de los votos.
Además del disco To Record Only Water for Ten Days, muchas de las canciones también aparecen comercialmente en el EP de 2001 Going Inside y el disco de la película The Brown Bunny (2004).

## Lista de canciones
1. "So Would Have I" (también llamada "So Would've I") – 2:09
2. "Three Thoughts" – 3:25
3. "I Go Through These Walls" – 1:54
4. "Murmur" – 1:57
5. "Saturation" (Un-mastered Version) – 3:03
6. "Interstate Sex" – 4:38
7. "Dying (I Don't Mind)" – 2:11
8. "The Battle of Time" – 2:21
9. "With Love" – 1:47
10. "I Will Always Be Beat Down" – 2:02
11. "Fallout" (Un-mastered Version) – 2:10
12. "Low Birds" (Confundida por "Lou Bergs" o "Penetrate Time") – 2:42
13. "Slow Down" – 3:00
14. "Nature Falls" – 1:56
15. "Beginning Again" – 2:09
16. "Cut Myself Out" (también llamada "Leave All the Days Behind") – 1:56
17. "Place to Drive" – 1:32
18. "How High" – 1:02
19. "Fallout" (Alternate Version) – 2:12
20. "Leaving You" – 1:04
21. "Sailing Outdoors" – 1:31

- Datos: Q1755942